# Desa Wotan (administrativ by i Indonesien, Jawa Timur, lat -7,87, long 111,61)
Desa Wotan är en administrativ by i Indonesien.   Den ligger i provinsen Jawa Timur, i den västra delen av landet, 600 km öster om huvudstaden Jakarta.